# Thury, Côte-d'Or
Thury är en kommun i departementet Côte-d'Or i regionen Bourgogne-Franche-Comté i östra Frankrike. Kommunen ligger i kantonen Nolay som tillhör arrondissementet Beaune. År 2022 hade Thury 260 invånare.

## Befolkningsutveckling
Antalet invånare i kommunen Thury
Referens:INSEE